# Vought F4U Corsair
Chance Vought F4U Corsair byl americký stíhací letoun, který sloužil především v druhé světové a v korejské válce. Byly vyráběny v letech 1940–1952 a v některých letectvech sloužily tyto stroje až do 60. let. Celkem jich bylo vyrobeno 12 571.
Navržen a zpočátku vyráběn byl ve firmě Chance Vought, ale později byl velmi žádán - výrobní smlouvy byly dodatečné poskytnuty společnosti Goodyear, jejíž Corsairy byly označeny jako FG a firmě Brewster Aeronautical Corporation, které byly značeny jako F3A.
Corsair byl navržen a provozován jako palubní letoun a ve velkém množství se do služby u amerického námořnictva dostal koncem roku 1944 a počátkem roku 1945. Rychle se stal jedním z nejúspěšnějších stíhacích bombardérů druhé světové války. Někteří japonští piloti jej považovali za nejimpozantnější americký druhoválečný stíhač, a někteří autoři připisují jeho pilotům poměr sestřelů 11:1. Historik leteckých bojů v jihozápadním Tichomoří Michael Claringbould tento poměr považuje za extrémně nadsazený. F4U měl zpočátku problémy s přistáváním na letadlových lodích a logistikou, čímž byl u námořního letectva částečně zastíněn letounem Grumman F6F Hellcat poháněným stejným motorem. Místo toho si Corsair udržel významnou pozici na pozemních základnách letectva námořní pěchoty.
Během celé korejské války Corsair sloužil téměř výhradně jako stíhací bombardér; stejně tak během francouzských koloniálních válek v Indočíně a později v Alžírské válce.
Vedle nasazení v amerických či britských službách byl Corsair používán královským novozélandským letectvem, francouzským námořním letectvem a dalšími leteckými silami až do šedesátých let. Od chvíle kdy byl první prototyp dodán americkému námořnictvu v roce 1940 do poslední dodávky roku 1953 Francouzům, bylo celkem vyrobeno 12 571 letounů F4U Corsair v 16 různých modelech. Byl nejdéle vyráběným americkým stíhačem s pístovým motorem (1942-53).

## Vývoj

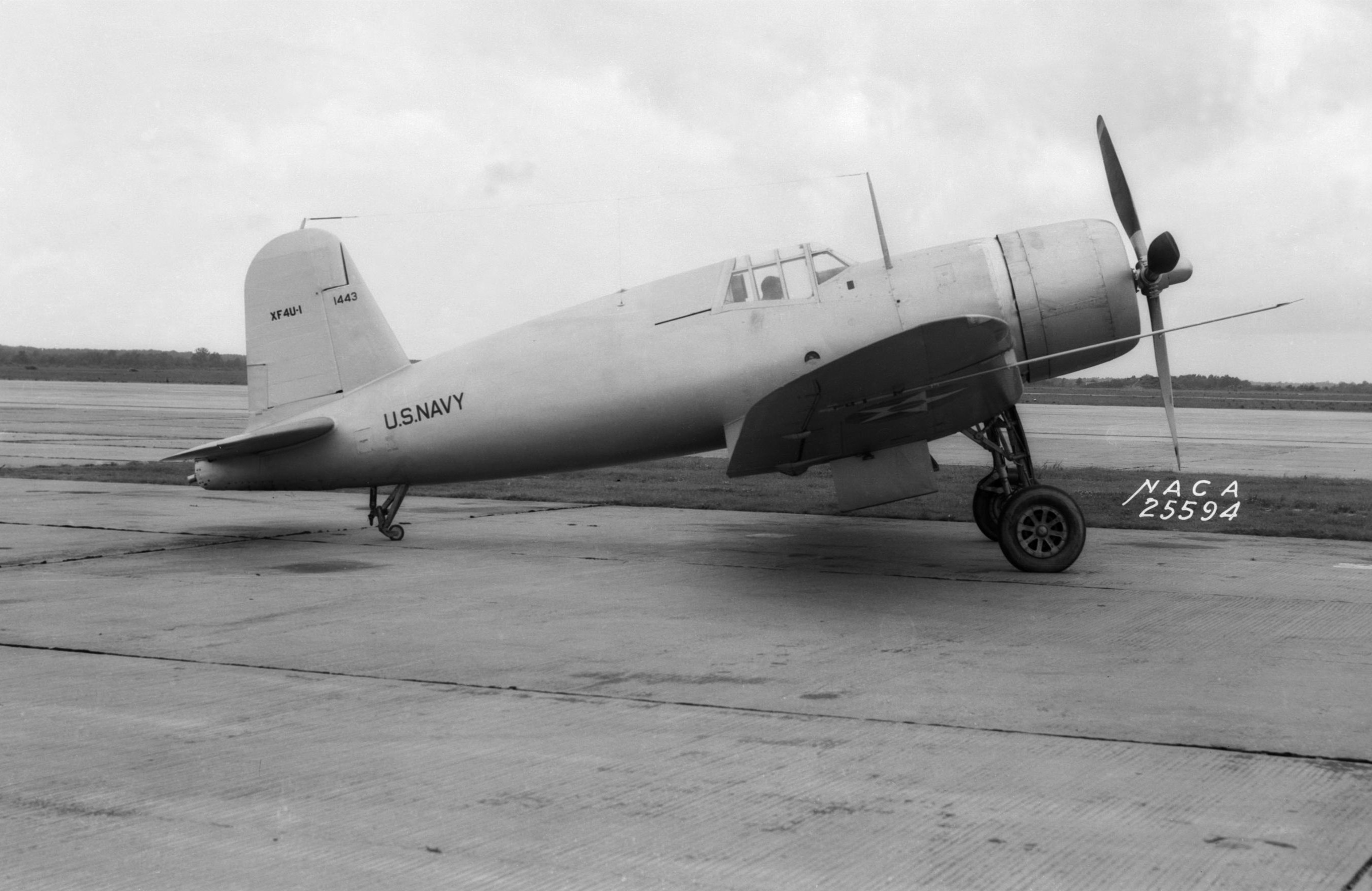
Prototyp XF4U-1 v roce 1940/41

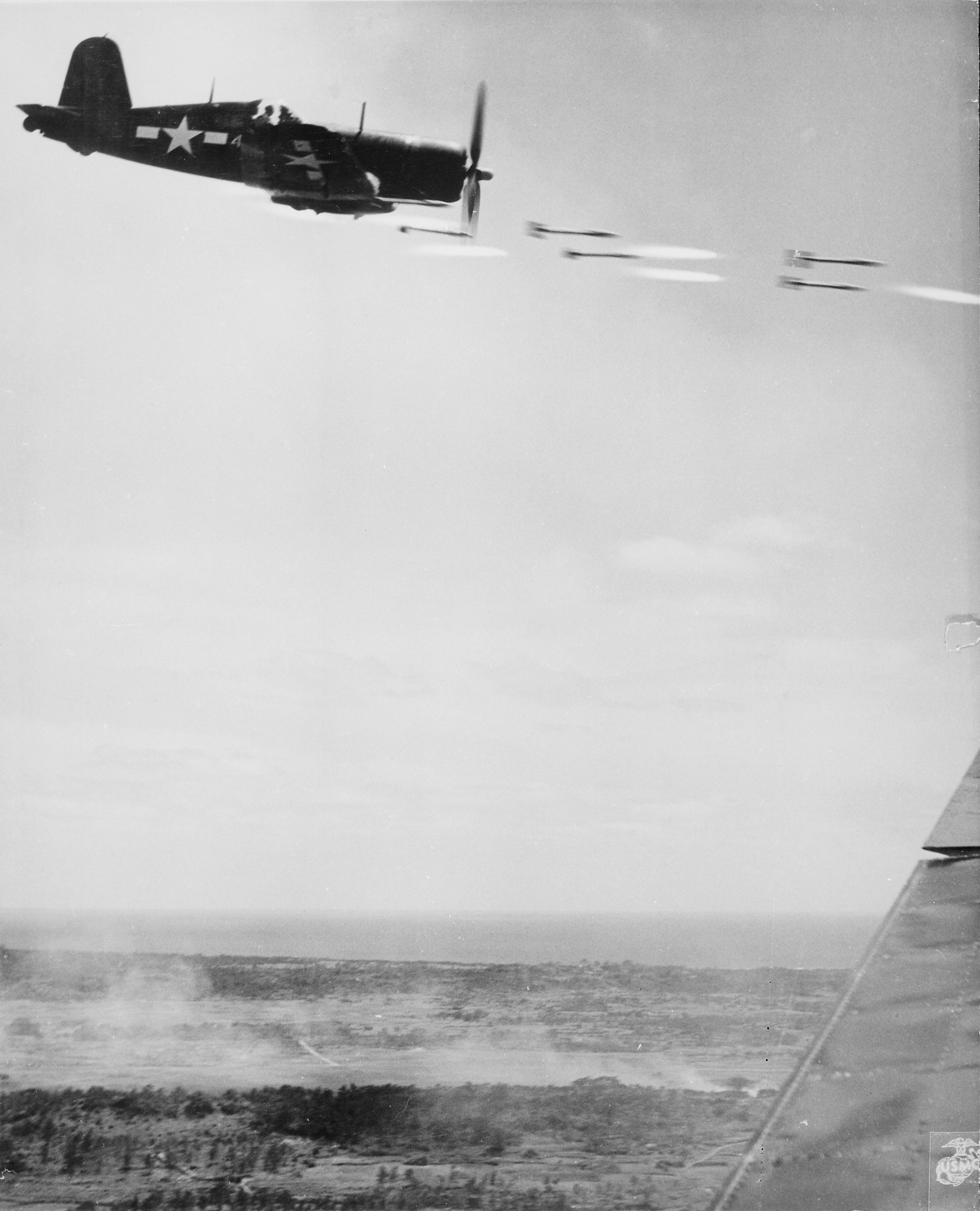
Corsair pálí rakety na japonské opevnění na Okinawě

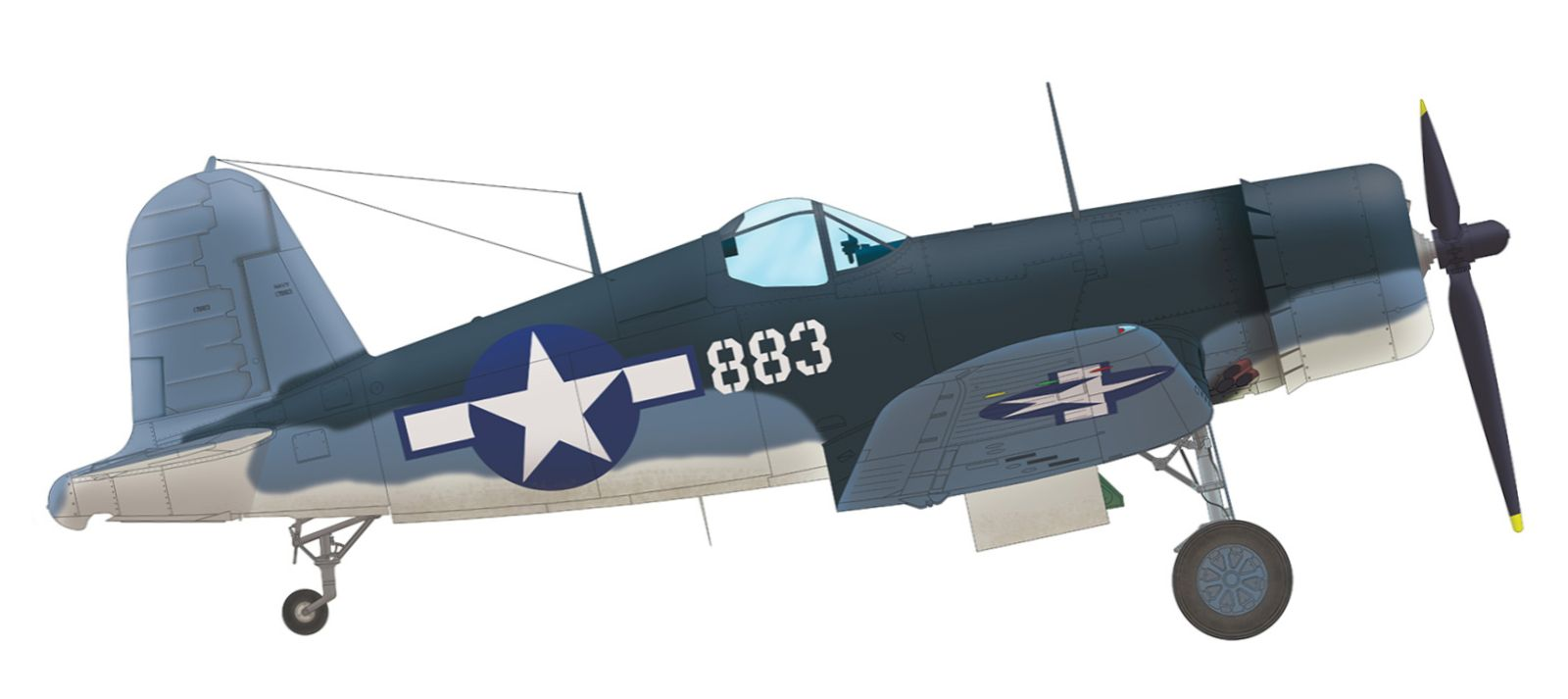
Vought F4U-1A Corsair, BuNo 17883, se kterým na konci roku 1943 podnikal bojové akce z Vella Lavella velitel VMF-214 Gregory „Pappy“ Boyington

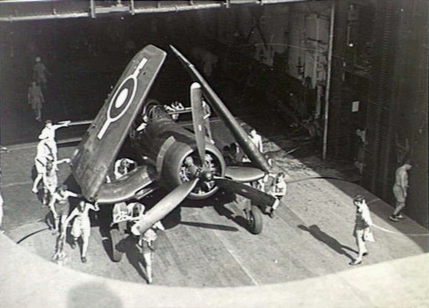
Corsair na lodi HMS Glory v Rabaulu, 1945.

Vývoj letounu Vought F4U Corsair, který měl být dle zadání námořní stíhačkou, začal roku 1938. Letoun byl postaven „kolem“ motoru Pratt & Whitney R-2800 Double Wasp. Pro maximální využití výkonu motoru bylo nezbytné instalovat vrtuli Hamilton Standard Hydromatic o průměru 4 m a také bylo nutné zachovat podvozkovou část, což vedlo k typickému designovému znaku Corsairu – zalomenému křídlu do tvaru písmene „W“.
Prototyp nového letounu s označením XF4U-1 poprvé vzlétl s šéfpilotem Lymanem A. Bullardem 29. května 1940 z letiště Bridgeport Municipal ve Stratfortu (stát Connecticut) a brzy vykázal rychlost 651 km/h. Námořnictvo poznalo, že se jedná o stroj mimořádných výkonů, proto po úpravách objednalo první sérii v roce 1941. První sériový letoun F4U-1 s motorem R-2800-8 o výkonu 1 449 kW provedl zálet 25. června 1942. Jediným problémem byly nevhodné vlastnosti letadla při přistání na palubu letadlové lodi – omezený výhled vpřed při závěrečném přiblížení (přes dlouhý mohutný překryt motoru). Proto byly tyto stroje od dubna 1943 přiděleny k leteckým silám námořní letky VF-12, startující z pozemních základen. První jednotka letectva námořní pěchoty s letouny F4U-1 byla zformována v Camp Kearney v Kalifornii 7. září 1942 jako VMF-124.
Prvních bojových operací se letadla účastnila na jaře 1943 z Guadalcanalu. VMF-124 zde své F4U-1 poprvé nasadila v boji 14. února. Měsíc poté začala působit z letiště na Nové Georgii také námořní letka VF-17. Vzhledem k tomu, že problémy s technikou přistání na palubu řešili Američané dost dlouho, startovaly první Corsairy I (F4U-1), II (F4U-1A), III (F3A-1) a IV (FG-1) z britských letadlových lodí. Britové v té době neměli dostatek vlastních stíhačů srovnatelných parametrů a tak piloti pro přiblížení používali manévr, kdy přilétali k palubě šikmo a na poslední chvíli srovnali. Novozélandské královské letectvo operovalo v Pacifiku s Corsairy od května 1944. Na amerických lodích se první F4U objevily až na jaře 1945.
Stroje vyrábělo v té době licenčně již několik firem, Brewster Aeronautical Corp. jako F3A-1, Goodyear Aeronautical Corp. s označením FG-1. Objevovaly se nové zdokonalené verze. Od 689. stroje byla do výroby zavedena verze F4U-1A s vypouklým překrytem pilotního prostoru, přičemž se objevila i na analogickém typu FG-1A. Následující typ F4U-1C vyrobený ve 200 kusové sérii byl osazen čtyřmi kanony M2 ráže 20 mm a F4U-1D (FG-1D a F3A-1D) opět se šesti kulomety, pumovými závěsníky a centrálním závěsníkem pro přídavnou palivovou nádrž. F4U-2 byla noční stíhací varianta s radiolokátorem v pouzdře u konce pravého křídla a F4U-1P s kamerou K-21 na zádi trupu. Nejvýkonnější byla F4U-4. První prototyp označený F4U-4XA vzlétl 19. dubna 1944, druhý F4U-4XB 12. července a první sériový stroj 20. září roku 1944. Uplatněno bylo více než 3 000 změn nicméně nejdůležitější byla zástavba motoru R-2800-18W série C se čtyřlistou vrtulí Hamilton Standard. Maximální vzletový výkon dosahoval 1 552 kW. F4U-4B a C obdržely opět kanónovou výzbroj v podobě čtyř M3 ráže 20 mm. Potřeba nočních stíhacích letounů vybavených radiolokátory vyústila v obměny F4U-4E a F4U-4N. První vybavená radiolokátorem APS-4, druhá APS-6. K vlekání střeleckých terčů vznikla verze F4U-4K.
4. dubna 1946 vzlétl do vzduchu prototyp výškového stíhacího letounu XF4U-5 s novým motorem R-2800-32W série E s dvoustupňovým kompresorem. Hlavňová výzbroj sestávala ze čtyř kanonů M3 T-31 ráže 20 mm, pilotní prostor byl již plně vyhřívaný. Sériové stroje byly produkovány od 1. května 1947 do 22. října 1951, včetně nočních stíhacích F4U-5N a F4U-5NL s vyhříváním náběžných hran a ocasních ploch a F4U-5P určenou k průzkumným letům. Speciálně pro válku v Koreji vznikla bitevní varianta F4U-6 (později AU-1) zalétaná 31. ledna 1952. Do bitevníků se montovaly motory R-2800-83W s jednostupňovým dvourychlostním kompresorem a přibylo dodatečné pancéřování. Poslední sériovou variantou byl typ F4U-7 pro francouzské námořnictvo, které převzalo poslední 94. kus 31. ledna 1953. Francouzské Corsairy působily do května 1954 v Indočíně a v roce 1956 v Suezu při operaci „Mušketýr“ z letadlových lodí Arromanches a La Fayette. Do července 1962 operovaly nad Alžírskem a ještě v roce 1963 nad tuniskou Bizertou. Poslední F4U-7 vyřadila letka 14F francouzského námořnictva v říjnu 1964.
Mezi další uživatele náleželo také salvadorské a honduraské letectvo. Argentinské námořnictvo používalo F4U-5 a F4U-5N na letadlové lodi Independencia.

## Zajímavosti
- Japonští vojáci údajně Corsair přezdívali „whistling death“ – pištící smrt – kvůli charakteristickému zvuku motoru. Ve skutečnosti si tuhle legendu vymyslela samotná firma Vought.[7]
- Američtí piloti mu přezdívali například „bent wing widow-maker“ – ovdovovač se zalomeným křídlem,[16] nebo také „Ensign eliminator“ – eliminánor nováčků (právě kvůli špatnému výhledu při přistání).[17]

## Specifikace (F4U-4)

Třípohledový nákres F4U-1 Corsair

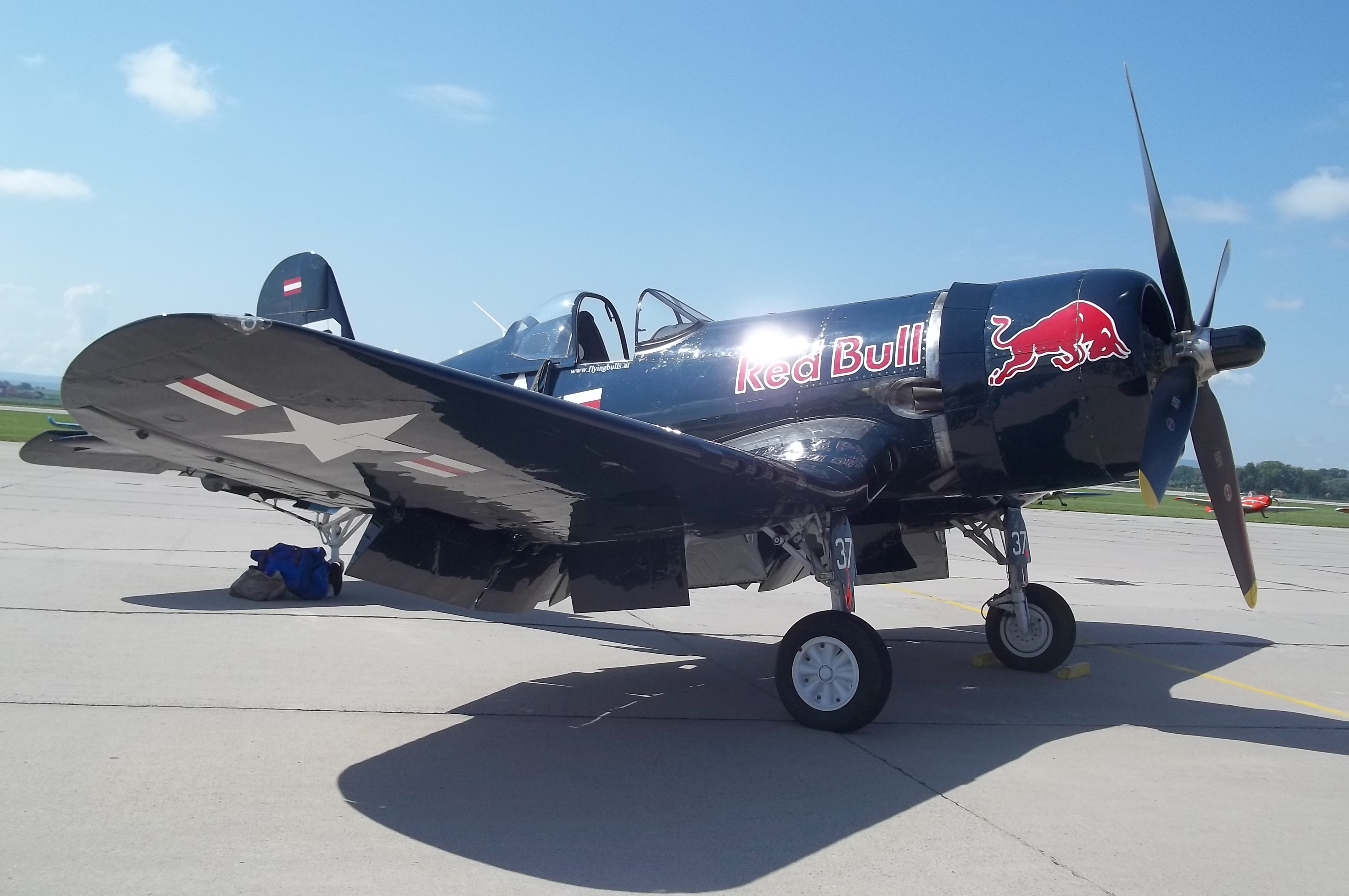
F4U-4 Corsair OE-EAS v Pardubicích

### Technické údaje
- Osádka: 1 (pilot)
- Rozpětí: 12,50 m
- Délka: 10,26 m
- Výška: 4,5 m
- Nosná plocha: 29,17 m²
- Hmotnost prázdného stroje: 4 175 kg
- Maximální vzletová hmotnost: 6 350 kg
- Pohonná jednotka: 1 × hvězdicový motor Pratt & Whitney R-2800-18W o výkonu 2 380 hp (1 770 kW)

### Výkony
- Maximální rychlost: 718 km/h (446 mph, 388 kn)
- Pádová rychlost: 143 km/h (89 mph, 77 kn)
- Dostup: 12 600 m
- Dolet: 1 617 km
- Bojový dolet: 528 km
- Počáteční stoupavost: 22,1 m/s

### Výzbroj
- 6 × kulomet M2 Browning ráže 0,50 in (12,7 mm), 400 střel na zbraň nebo
- 4 × kanon AN/M3 ráže 0,79 in (20 mm), 231 střel na zbraň
- 8 × raketa HVAR ráže 12,7 cm
- max. 1 800 kg pum